# Prêmios Globo de Ouro de 2002

Prêmios Globo de Ouro de 2002

 20 de janeiro de 2002
Filme - Drama:
A Beautiful Mind
Filme - Comédia ou Musical:
Moulin Rouge!
Série de televisão – Drama:
Six Feet Under
Série de televisão – Comédia ou Musical:
Sex and the City
Minissérie ou Filme para televisão:
Band of Brothers
Prêmios Globo de Ouro 

← 2001  ·  2003 →
Os Prêmios Globo de Ouro de 2002 (no original, em inglês, 59th Golden Globe Awards) honraram os melhores profissionais de cinema e televisão, filmes e programas televisivos de 2001. Os candidatos nas diversas categorias foram escolhidos pela Associação de Imprensa Estrangeira de Hollywood (AIEH) e os nomeados anunciados em 20 de dezembro de 2001.
Na cerimônia, Moulin Rouge! e A Beautiful Mind lideraram as indicações, com 6, respectivamente. Em relação às vitórias, A Beautiful Mind foi coroado como melhor filme de drama e Moulin Rouge melhor filme de comédia ou musical. Além disso, Robert Altman, diretor de Gosford Park, foi coroado como melhor diretor.

## Vencedores e nomeados

### Cinema
| Melhor filme | Melhor filme |
| Drama | Comédia ou Musical |
| --- | --- |
| - A Beautiful Mind - In the Bedroom - The Lord of the Rings: The Fellowship of the Ring - The Man Who Wasn't There - Mulholland Drive | - Moulin Rouge! - Bridget Jones's Diary - Gosford Park - Legally Blonde - Shrek |
| Melhor atuação em filme de drama | |
| Ator | Atriz |
| - Russell Crowe – A Beautiful Mind - Will Smith – Ali - Kevin Spacey – The Shipping News - Billy Bob Thornton – The Man Who Wasn't There - Denzel Washington – Training Day | - Sissy Spacek – In the Bedroom - Halle Berry – Monster's Ball - Judi Dench – Iris - Nicole Kidman – The Others - Tilda Swinton – The Deep End |
| Melhor atuação em filme de comédia ou musical | |
| Ator | Atriz |
| - Gene Hackman – The Royal Tenenbaums - Hugh Jackman – Kate & Leopold - Ewan McGregor – Moulin Rouge! - John Cameron Mitchell – Hedwig and the Angry Inch - Billy Bob Thornton – Bandits | - Nicole Kidman – Moulin Rouge! - Thora Birch – Ghost World - Cate Blanchett – Bandits - Reese Witherspoon – Legally Blonde - Renée Zellweger – Bridget Jones's Diary |
| Melhor atuação coadjuvante em filme – drama, comédia ou musical | |
| Ator coadjuvante | Atriz coadjuvante |
| - Jim Broadbent – Iris - Steve Buscemi – Ghost World - Hayden Christensen – Life as a House - Ben Kingsley – Sexy Beast - Jude Law – A.I. Artificial Intelligence - Jon Voight – Ali | - Jennifer Connelly – A Beautiful Mind - Cameron Diaz – Vanilla Sky - Helen Mirren – Gosford Park - Maggie Smith – Gosford Park - Marisa Tomei – In the Bedroom - Kate Winslet – Iris                                                                                          |
| Melhor direção | Melhor roteiro |
| - Robert Altman – Gosford Park - Ron Howard – A Beautiful Mind - Peter Jackson – The Lord of the Rings: The Fellowship of the Ring - Baz Luhrmann – Moulin Rouge! - David Lynch – Mulholland Drive - Steven Spielberg – A.I. Artificial Intelligence | - Akiva Goldsman – A Beautiful Mind - Julian Fellowes – Gosford Park - Joel Coen e Ethan Cen – The Man Who Wasn't There - Christopher Nolan – Memento - David Lynch – Mulholland Drive                                                                                         |
| Melhor trilha sonora original | Melhor canção original |
| - Craig Armstrong – Moulin Rouge! - Pieter Bourke e Lisa Gerrard – Ali - John Williams – A.I. Artificial Intelligence - James Horner – A Beautiful Mind - Howard Shore – The Lord of the Rings: The Fellowship of the Ring – Howard Shore - Angelo Badalamenti – Mulholland Drive – Angelo Badalamenti - Hans Zimmer – Pearl Harbor – Hans Zimmer - Christopher Young – The Shipping News – Christopher Young | - "Until..." –Sting (Kate & Leopold) - "Come What May" – Nicole Kidman e Ewan McGregor (Moulin Rouge!) - "May It Be" – Enya (The Lord of the Rings: The Fellowship of the Ring) - "There You'll Be" – Faith Hill (Pearl Harbor) - "Vanilla Sky" – Paul McCartney (Vanilla Sky) |
| Melhor filme em língua estrangeira | |
| - Ničija Zemlja ( Bósnia e Herzegovina) - Le fabuleux destin d'Amélie Poulain ( França) - Y tu mamá también ( México) - Abril Despedaçado ( Brasil) - Monsoon Wedding ( Índia) | |

#### Filmes com múltiplas indicações
| Nomeações | Filme                                             |
| --------- | ------------------------------------------------- |
| 6         | Moulin Rouge!                                     |
| 6         | A Beautiful Mind                                  |
| 5         | Gosford Park                                      |
| 4         | The Lord of the Rings: The Fellowship of the Ring |
| 4         | Mulholland Drive                                  |
| 3         | In the Bedroom                                    |
| 3         | Iris                                              |
| 3         | Ali                                               |
| 3         | A.I. Artificial Intelligence                      |
| 3         | The Man Who Wasn't There                          |
| 2         | Kate & Leopold                                    |
| 2         | Bandits                                           |
| 2         | Bridge Jones's Diary                              |
| 2         | Ghost World                                       |
| 2         | Legally Blonde                                    |
| 2         | Pearl Harbor                                      |
| 2         | The Shipping News                                 |
| 2         | Vanilla Sky                                       |

#### Filmes com múltiplos prêmios
| Prêmios | Filme            |
| ------- | ---------------- |
| 4       | A Beautiful Mind |
| 3       | Moulin Rouge!    |

### Televisão
| Melhor série | Melhor série |
| Drama | Comédia ou musical |
| --- | --- |
| - Six Feet Under - 24 - Alias - CSI: Crime Scene Investigation - The Sopranos - The West Wing                                                                     | - Sex and the City - Ally McBeal - Frasier - Friends - Will & Grace |
| Melhor atuação em série de drama | |
| Ator | Atriz |
| - Kiefer Sutherland – 24 - Simon Baker– The Guardian - James Gandolfini – The Sopranos - Peter Krause – Six Feet Under - Martin Sheen – The West Wing             | - Jennifer Garner – Alias - Lorraine Bracco – The Sopranos - Amy Brenneman – Judging Amy - Edie Falco – The Sopranos - Lauren Graham – Gilmore Girls - Marg Helgenberger – CSI: Crime Scene Investigation - Sela Ward – Once and Again  |
| Melhor atuação em série de comédia ou musical | |
| Ator | Atriz |
| - Charlie Sheen – Spin City - Tom Cavanagh – Ed - Kelsey Grammer – Frasier - Frankie Muniz – Malcolm in the Middle - Eric McCormack – Will & Grace                | - Sarah Jessica Parker – Sex and the City - Calista Flockhart – Ally McBeal - Jane Kaczmarek – Malcolm in the Middle - Heather Locklear – Spin City - Debra Messing – Will & Grace                                                      |
| Melhor atuação em minissérie ou filme para televisão | |
| Ator | Atriz |
| - James Franco – James Dean - Kenneth Branagh – Conspiracy - Ben Kingsley – Anne Frank: The Whole Story - Damian Lewis – Band of Brothers - Barry Pepper – 61*    | - Judy Davis – Life with Judy Garland: Me and My Shadows - Bridget Fonda – After Amy - Julianna Margulies – The Mists of Avalon - Leelee Sobieski – Uprising - Hannah Taylor-Gordon – Anne Frank: The Whole Story - Emma Thompson – Wit |
| Melhor atuação coadjuvante em série, minissérie ou filme para televisão                                                                                           | |
| Ator coadjuvante | Atriz coadjuvante |
| - Stanley Tucci – Conspiracy - John Corbett – Sex and the City - Sean Hayes – Will & Grace - Ron Livingston – Band of Brothers - Bradley Whitford – The West Wing | - Rachel Griffiths – Six Feet Under - Jennifer Aniston – Friends - Tammy Blanchard – Life with Judy Garland: Me and My Shadows - Allison Janney – The West Wing - Megan Mullally – Will & Grace                                         |
| Melhor minissérie ou filme para televisão | |
| - Band of Brothers - Anne Frank: The Whole Story - Conspiracy - Life with Judy Garland: Me and My Shadows - Wit                                                   | |

#### Séries com múltiplas nomeações
| Nomeações | Série                                     |
| --------- | ----------------------------------------- |
| 5         | Will & Grace                              |
| 4         | The West Wing                             |
| 3         | Anne Frank: The Whole Story               |
| 3         | Band of Brothers                          |
| 3         | Conspiracy                                |
| 3         | Life with Judy Garland: Me and My Shadows |
| 3         | Six Feet Under                            |
| 3         | The Sopranos                              |
| 3         | Sex and the City                          |
| 2         | 24                                        |
| 2         | Alias                                     |
| 2         | Ally McBeal                               |
| 2         | CSI: Crime Scene Investigation            |
| 2         | Frasier                                   |
| 2         | Friends                                   |
| 2         | Malcolm in the Middle                     |
| 2         | Spin City                                 |
| 2         | Wit                                       |

#### Séries com múltiplos prêmios
| Prêmio | Filme            |
| ------ | ---------------- |
| 2      | Six Feet Under   |
| 2      | Sex and the City |